# Црква Светог пророка Илије у Балиновцу
Црква Светог пророка Илије у Балиновцу налази се између села Арбанасце и Балиновац, али је ближа селу Арбанасце, припада Епархији нишкој Српске православне цркве. Црква је зидана у периоду од 1900. до 1902. године на темељима старог црквишта, а освећена је од стране епископа нишког Никанора 7. септембра 1906. године. Уврштена је у листу заштићених споменика културе Републике Србије (ИД бр. СК 1056).

## Историја
Посвећена је Св. Илији пророку, Црква је једнобродна грађевина са полукружном апсидом. Подигнута је 1902. године од мајстора Милоша Букумирца из Прокупља са друговима Петром Ивићем и Станојем Столићем. У цркву се улази са западне и јужне стране. Отвори за врата су лучно обликовани обрађеним каменом. Изнад врата су три нише од којих је средња лучно обликована, а бочне правоугаоне. Посебну пажњу заслужује иконостас који је резбарен, обојен и позлаћен. Подељен је на четири зоне које попуњавају иконе рађене темпером на дрвету. У квадратном простору прве зоне смештено је шест икона. Престоне иконе су у другом реду, и то, по три лево и десно од царских двери. Трећу зону чине једанаест празничних икона, монтиране у плитко профилисаним рамовима, док је дванаест икона заузело централно место. Царске двери украшене су дуборезном декорацијом која уоквирује два медаљона са представом Благовијести. Иконе је радио непознат аутор које карактерише графицизам цртежа и пригушен колорит. Иконостас представља масивну дрвену конструкцију са дуборезном пластиком од флоралних мотива на завидном занатском нивоу.